# Конструкционистское обучение

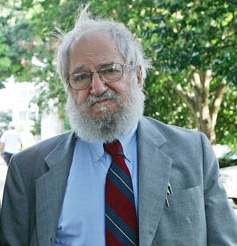
Автор теории - Сеймур Пейперт

Конструкционистскоое обучение — это создание учащимися ментальных моделей для понимания окружающего мира. Конструкционизм выступает за ориентированное на учащихся обучение, основанное на открытиях, при котором учащиеся используют то, что они уже знают, для получения дополнительных знаний. Студенты учатся, участвуя в проектном обучении, где они устанавливают связи между различными идеями и областями знаний, которым помогает учитель посредством коучинга, а не с помощью лекций или пошаговых указаний. Кроме того, конструкционизм утверждает, что обучение может происходить наиболее эффективно, когда люди активно создают материальные объекты в реальном мире. В этом смысле конструкционизм связан с обучением на основе экспериментов и основывается на эпистемологической конструктивистской теории когнитвного развития Жана Пиаже.
Сеймур Пейперт определил конструкционизм в предложении Национальному научному фонду, названном «Конструкционизм: новая возможность для начального естественнонаучного образования» следующим образом:

Слово «конструкционизм» является мнемоническим для двух аспектов теории научного образования, лежащих в основе этого проекта. Из конструктивистских теорий психологии мы рассматриваем обучение как реконструкцию, а не как передачу знаний. Затем мы расширяем идею манипулятивных материалов до идеи, что обучение наиболее эффективно, когда часть деятельности, которую ведёт учащийся, воспринимается им как создание значимого продукта.

Некоторые ученые пытались описать конструкционизм через формулу «обучения через создание», но, как утверждают Сеймур Пейперт и Идит Харель в начале книги «Определение положения конструкционизма», его следует считать «гораздо более богатым и многогранным, и гораздо более глубоким в своем последствия, которые могли бы быть переданы любой такой формулой.
Идеи Пейперта стали широко известны благодаря публикации его основопологающей книги «Мозговые бури: дети, компьютеры и мощные идеи» (Basic Books, 1980). Паперт описал детей, создающих программы на образовательном языке программирования Лого. В книге он сравнивал их обучение с жизнью в «математической стране», где изучать математические идеи так же естественно, как изучать французский язык, живя во Франции.

## Принципы обучения
Конструкционистское обучение предполагает, что учащиеся делают собственные выводы, опираясь на творческие эксперименты и создания социальных объектов. Учитель-конструкционист берет на себя посредническую роль, а не обучающую. Обучение студентов «на месте» заменяется оказанием им помощи в понимании — и помощи друг другу в понимании — проблем на практике. Роль учителя – не лектор, а посредник, который обучает студентов достижению их собственных целей.

### Проблемное обучение
Проблемное обучение — это конструкционистский метод, который позволяет учащимся изучать предмет, знакомя их с множеством проблем и предлагая им построить свое понимание предмета через эти проблемы. Такое обучение может быть очень эффективным на уроках математики, поскольку учащиеся пытаются решать задачи разными способами, стимулируя свой ум.
Следующие пять стратегий делают проблемное обучение более эффективным:
- Учебная деятельность должна быть связана с более широкой задачей. Более масштабная задача важна, поскольку она позволяет учащимся увидеть, что занятия могут быть применены ко многим аспектам жизни, и, как следствие, учащиеся с большей вероятностью найдут занятия, которыми они занимаются, полезными[6].
- Учащемуся необходимо помочь почувствовать, что он начинает брать на себя ответственность за решение общей проблемы[6].
- Для учащегося должно быть разработано аутентичное задание. Это означает, что оно должно соответствовать его когнитивным способностям и решаемой проблеме, настолько чтобы обучение воспринималось учащимся как ценное[6].
- Размышление над изучаемым материалом должно быть организовано так, чтобы учащиеся могли обдумать процесс изучения (а не только его предмет)[6].
- Нужно разрешать и поощрять учащихся проверять идеи, сравнивая их с различными точками зрения в разных контекстах[6].

### Конструкционизм в общественных и естественных науках
Конструкционизм можно применить не только к математике, но, также,  к общественным и естественным наукам. Например, вместо того, чтобы заставлять учащихся запоминать факты по географии, учитель может дать ученикам пустые карты, на которых показаны реки, озера и горы без надписей, а затем попросить учеников без помощи книг или карт расшифровать, где могут быть расположены крупные города. Для этого учащимся потребуется найти эти области, не используя подготовленные ресурсы, а вместо этого используя свои предварительные знания и способности к рассуждению.
Цифровое повествование — еще одно применение конструктивизма в социальных науках. Учащиемся могут посещать учреждения местного сообщества, чтобы понять и документировать свою историю, разрабатывать местные карты, используя такие инструменты, как OpenStreetMap, для обогащения цифровых карт и обсуждать цели и деятельность местных государственных учреждений, чтобы лучше понять политологию. Цифровое повествование использовалось в государственных школах Бангалора для развития у учащихся понимания общественных наук.

## Конструкционизм и технологии
Пейперт был ярым сторонником внедрения технологий в классы, начиная с раннего использования языка Лого для обучения детей математике. Хотя конструкционизм, первоначальной, в основном использовался в преподавании естественных наук и математики (в форме исследовательской науки), можно утверждать, что он развился в другой форме в области медиаисследований, в которых студенты часто занимаются теорией и практикой СМИ одновременно в взаимодополняющей манере. Совсем недавно он закрепился в прикладной лингвистике в области овладения вторым языком (SLA). Одним из таких приложений стало использование популярной игры SimCity в качестве средства обучения английскому языку с использованием конструкционистских методов.
Начиная с 1980-х годов LEGO Group финансировала исследования исследовательской группы Пейперта в Медиа-лаборатории Массачусетского технологического института, которая в то время была известна как «Группа эпистемологии и обучения». Когда в 1998 году LEGO запустила свою линейку игровых конструкторов LEGO Mindstorms Robotics Invention System, основанную на работе группы Сеймура, она получила разрешение использовать прозвище «Mindstorms» из названия книги Сеймура 1980 года. В проекте LEGO Serious Play от LEGO Group деловые люди учатся выражать корпоративные проблемы и индивидуальность с помощью пластиковых кубиков.
С 2005 года существует инициатива OLPC, направленная на внедрение конструкционистского обучения на практике в развивающихся странах. Цель заключалась в том, чтобы предоставить ноутбуки стоимостью 100 долларов каждому ребенку в развивающемся мире.

## Языки программирования
Ряд языков программирования был создан полностью или частично для использования в образовательных целях, чтобы поддержать конструкционистский подход к обучению. Эти языки динамически типизированы и являются рефлексивными.  Среди них можно назвать:
- Logo — это мультипарадигмальный язык, который представляет собой более удобный для чтения программ диалект Lisp без скобок. Лого известен тем, что в 1980-х годах, благодаря ему, школьники младших классов знакомилась с черепашьей графикой. Его создателями были Уолли Фёрзег, Синтия Соломон[англ.] и Пейперт.
- Smalltalk — объектно-ориентированный язык, разработанный и созданный в Xerox PARC командой под руководством Алана Кея.
- AgentSheets — это ранняя среда визуального программирования, позволяющая детям создавать игры и симуляции. Её разработал Александр Репеннинг.
- Etoys - компьютерная среда, которая разрабатывается с 1990-х годов под руководством Алана Кея, в более поздний период — в рамках основанного им Исследовательского института Viewpoint, Она построена на основе инструмента разработки визуальных интерфейсов Morphic[англ.]. Первоначально Etoys была ориентирована на обучение математике и естественным наукам в начальной школе.
- Physical Etoys — это расширение Etoys, которое позволяет управлять различными устройствами, такими как Lego NXT, Arduino Board, Sphero, Kinect, Duinobot, Wiimote и другими.
- Scratch - среда визуального программирования, разработанная в начале 21 века Lifelong Kindergarten Group MIT Media Lab под руководством ученика Пейперта Митчела Резника. Как и Etoys, он основан на основе инструмента разработки визуальных интерфейсов Morphic[англ.] Первоначально Scratch был разработан специально для улучшения навыков владения технологиями в центрах дополнительного образования в экономически неблагополучных сообществах[9].
- StarLogo был разработан в рамках программы подготовки учителей для детских приютов Массачусетского технологического института под руководством Эрика Клопфера. Он сочетает в себе интерфейс блочного программирования с 3D-графикой и предназначен для программирования игр и игровых симуляций в средних щколах и профессиональных училищах.
- NetLogo был разработан Юрием Виленским. Этот язык был разработан для обучения детей вычислительному мышлению и мышлению. Он является расширением языка Logo позволяя работать одновременно с несколькими черепахами. NetLogo широко используется не только в среде школьного образования, но и исследователями, интересующимися концепцией агентного моделирования.
- Easy Java Simulations или Ejs или EJS был разработан компанией Open Source Physics под руководством Франсиско Эскембре. Пользователь работает на высоком уровне абстракции, объявляя и реорганизуя уравнения и другие математические выражения, которые управляют симуляцией. Это - программное обеспечение для физического моделирования в средних школах и университетах.
- LEGO WeDo и LEGO MINDSTORMS EV3 — это графические языки программирования для детей от 7 лет, связанные с детскими конструкторами LEGO.
- Robot Emil – это конструкторский образовательный инструмент для детей. Он ориентирован на начальные школы и пошаговое обучение программированию.